# Herringblink
Herringblink is de benaming die haringvissers geven aan een optisch hemelverschijnsel bestaande uit de reflectie van zonlicht op scholen haring, waarbij het gereflecteerde licht op de onderkant van een bewolkingslaag te zien is. Dit verschijnsel vormt een onderdeel van een reeks gelijkaardige verschijnselen.

## Daglichtverschijnselen

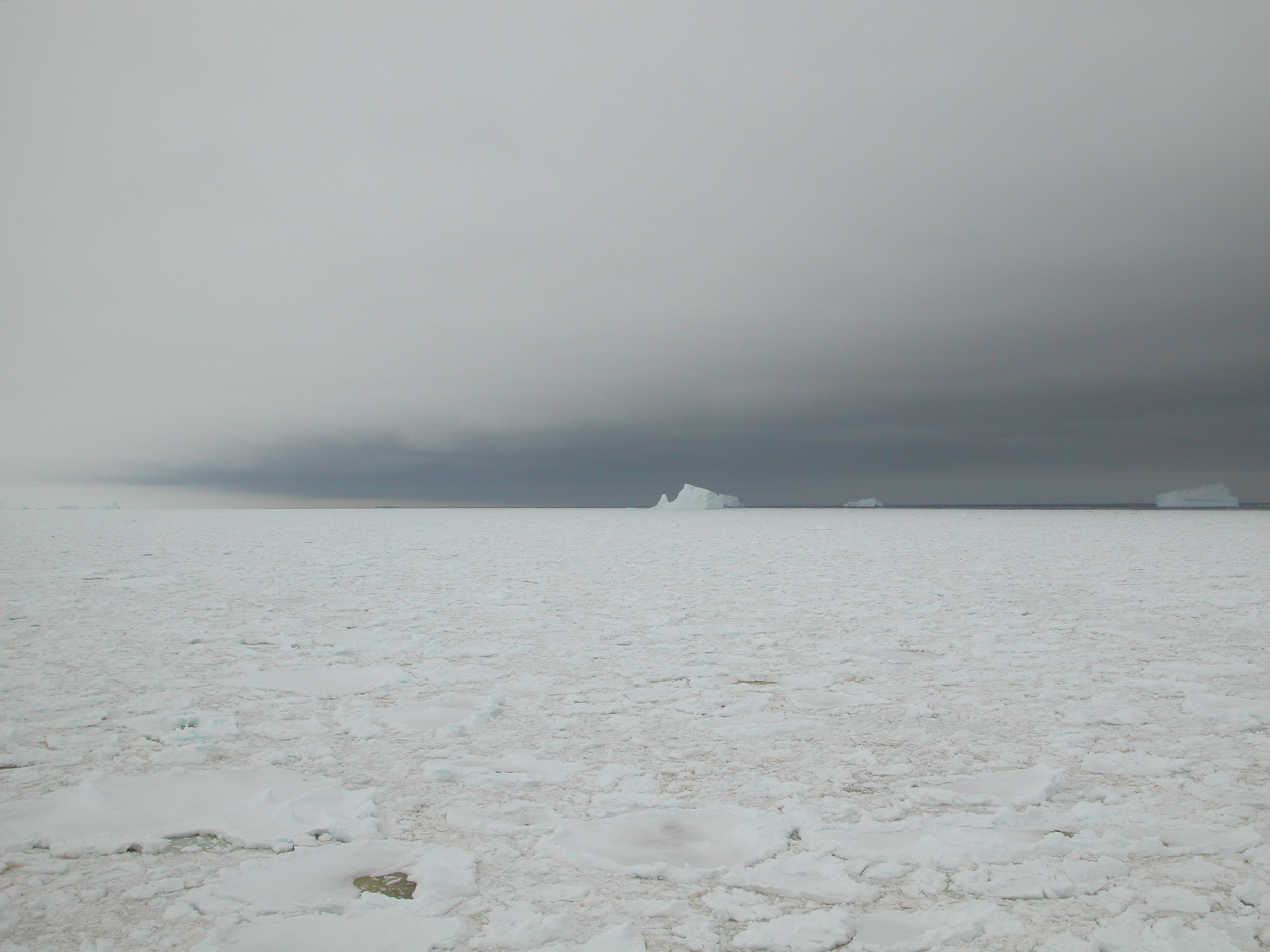
Water sky

- Ice blink: de benaming van noordpoolreizigers voor de reflectie van zonlicht op pakijs.
- Water sky: de benaming voor de reflectieloze donkere indruk dat zeewater zonder pakijs geeft.
- De paarse gloed van een bloeiende hei, zichtbaar op de onderkant van een wolkenlaag.
- De merkwaardige kleur van de Egyptische zandwoestijn kan vanop verre afstand te zien zijn op de onderkant van een wolkenlaag.
- De groene kleur van zeewater in een ondiepe plaats van de Indische oceaan, een lichtgroene schijn werpend tegen de onderkanten van 300 tot 400 meter hoge wolken.
- De reflectie van schuin invallend zonlicht op waterlopen of kleine meren, zichtbaar als heldere vlekken op de onderkant van een gelijkmatige wolkenlaag. Hoe lager de zonnestand, hoe helderder de reflectie van het zonlicht op het water. Dit verschijnsel is het best te herkennen tijdens windstil weer en afwezigheid van kleine rimpelingen op het wateroppervlak.
- De reflectie van schuin invallend zonlicht op het oppervlak van de Noordzee nabij de Belgische en Nederlandse kustlijnen en de zichtbaarheid van het gereflecteerde zonlicht op de onderzijde van een gelijkmatige middelhoge landinwaartse wolkenbank. De beste tijd om dit verschijnsel waar te nemen is ongeveer een uur voor zonsondergang omdat de reflectie van het zonlicht op het wateroppervlak dan het sterkst is.

## Nachtelijke lichtverschijnselen
- Nachtelijke kunstmatige lichtbronnen in een stad of dorp kunnen diffuse lichtgloeden te zien geven op de onderkant van een gelijkmatige Altostratuslaag. Ook de typische kleuren van de kunstmatige lichtbronnen kunnen daarbij herkend worden. Gedurende de wintermaanden kan dit lichtschijnsel nog versterkt worden door de aanwezigheid van een sneeuwtapijt.
- De projectiebeelden van skybeamers op de onderkant van een wolkenlaag, meermaals verkeerdelijk aanzien als ongeïdentificeerde verschijnselen in de lucht.
- Vuurwerk. Ten gevolge van de kortdurende explosies ervan kunnen de lichtgloeden op de onderkant van een Altostratuslaag tot op grote afstand herkend worden.
- Kunstmatige nachtelijke haloverschijnselen. Equivalenten van de verticale lichtzuil of zonnezuil kunnen wel eens te zien zijn boven heldere puntvormige lichtbronnen op de begane grond. Deze kunstmatige verticale lichtzuilen worden wel eens verward met de stralen van poollicht. Ook kunnen er zich afzonderlijke lichtvlekken vertonen boven de kunstmatige puntvormige lichtbronnen. Deze worden veroorzaakt door de reflecties van de lichtbronnen tegen de onderkanten van hoogzwevende plaatvormige hexagonale ijskristalletjes in cirrusbewolking. Deze afzonderlijke lichtvlekken worden, evenals de projectiebeelden van skybeamers, wel eens verkeerdelijk aanzien als ongeïdentificeerde vliegende objecten.